# Achtkarspelen

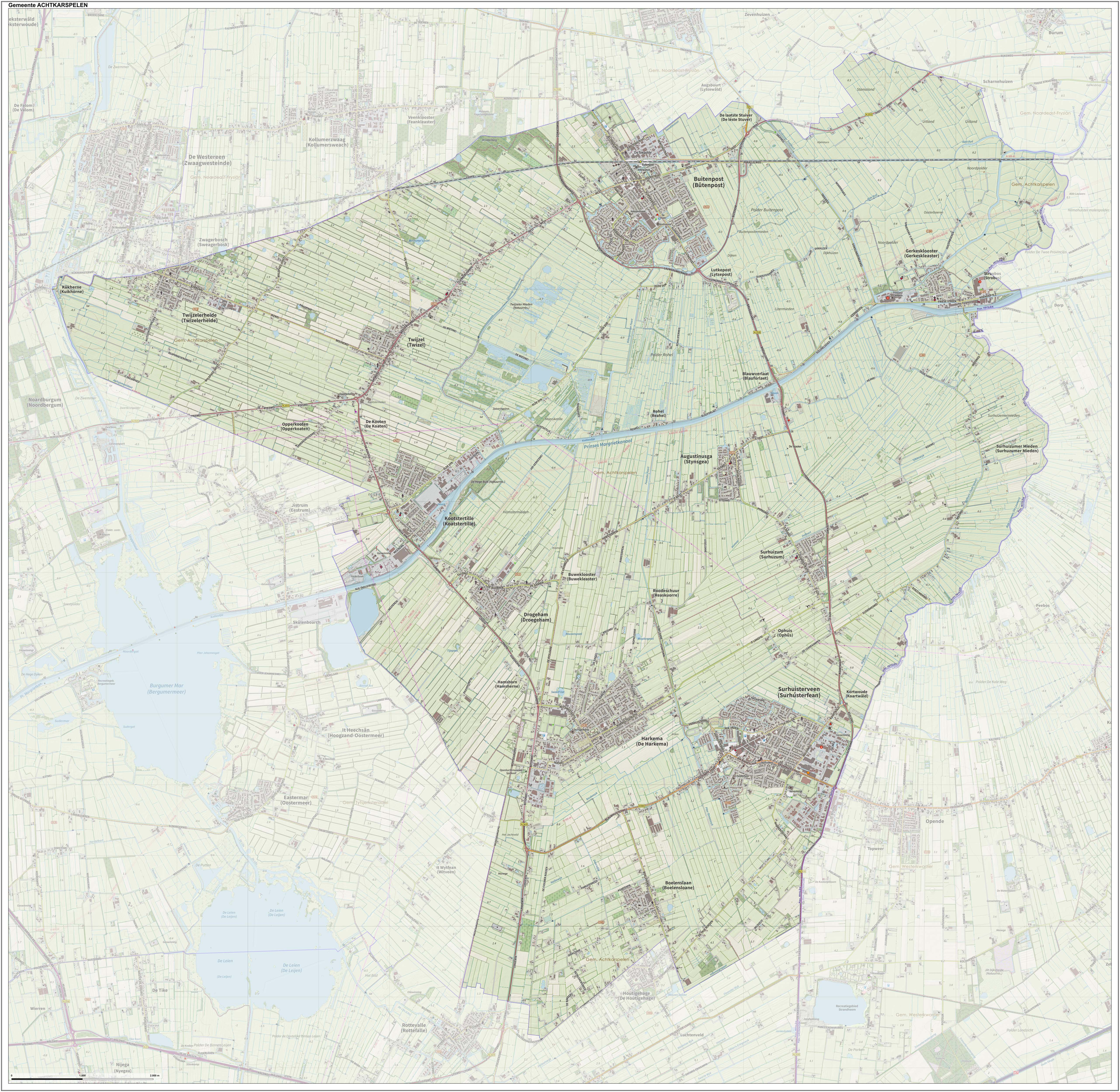
Achtkarspelen község topográfiai térképe, 2014. szeptember

Achtkarspelen hollandiai község Hollandiában, Frízföld tartományban. Lakosainak száma 27 900 fő (2021. január 1.).

## Nevének etimológiája
Neve magyarul nyolc egyházközséget jelent, és arra utal, hogy a középkorban állt össze a következő kisebb egyházközségekből: Augustinusga, Buitenpost, Drogeham, De Kooten, Kortwoude, Lutkepost, Surhuizum és Twijzel.

## Történelme
Achtkarspelen a középkorban sokáig különleges helyzetben volt Frízföldön belül. Közigazgatásilag ez a nyolc helység a Groningen tartománybeli Oldehove dekanátus, azaz az egyházközség és a püspökség közötti egyházi területi szervezeti egység rése volt, bár annak többi részétől a Lauwers folyó, ami egyébként Frízföld és Groningen tartomány hagyományos határát képezte, elválasztotta. Achtkarspelen a münsteri püspökséghez tartozott, míg Frízföld többi része az utrechti hercegprímáshoz.
1851-ben, a községekről szóló holland törvény meghozatalakor kapta meg az önálló községi rangot.

## Földrajza
Achtkarspelen Kollumerland c.a., Grootegast, Zuidhorn, Tytsjerksteradiel és Dantumadiel községekkel határos.

### Közigazgatási beosztása
A község területén az alábbi 11 település, falu található. Holland és fríz elnevezésük közül a holland nyelvű a hivatalos.
| Holland név             | Fríz név               | Lakóinak száma (2013-01-01) |
| ----------------------- | ---------------------- | --------------------------- |
| Buitenpost              | Bûtenpost              | 5851                        |
| Surhuisterveen          | Surhústerfean          | 5820                        |
| Harkema                 | De Harkema             | 4235                        |
| Kootstertille           | Koatstertille          | 2595                        |
| Twijzelerheide          | Twizelerheide          | 1889                        |
| Drogeham                | Droegeham              | 1751                        |
| Surhuizum               | Surhuzum               | 1371                        |
| Augustinusga            | Stynsgea               | 1332                        |
| Gerkesklooster-Stroobos | Gerkeskleaster-Strobos | 1140                        |
| Boelenslaan             | Boelensloane           | 1145                        |
| Twijzel                 | Twizel                 | 1093                        |

## Látnivalók
A község területén több mint félszáz országos szintű műemlék található.

## Fordítás
- Ez a szócikk részben vagy egészben a Achtkarspelen című holland Wikipédia-szócikk ezen változatának fordításán alapul.  Az eredeti cikk szerkesztőit annak laptörténete sorolja fel. Ez a jelzés csupán a megfogalmazás eredetét és a szerzői jogokat jelzi, nem szolgál a cikkben szereplő információk forrásmegjelöléseként.